# كريس كيومو
كريس كيومو (بالإنجليزية: Christopher Cuomo)‏ هو مراسل ومحامي وصحفي أمريكي، ولد في 9 أغسطس 1970 في كوينز في الولايات المتحدة.

## وصلات خارجية
- كريس كيومو على موقع IMDb (الإنجليزية)
- كريس كيومو على موقع قاعدة بيانات الفيلم (الإنجليزية)